# Empty Sky (brano musicale)
Empty Sky è un brano musicale interpretato da Elton John e scritto dallo stesso cantante britannico con testo di Bernie Taupin.

## Struttura del brano
Proviene dall'omonimo album del 1969 intitolato appunto Empty Sky, del quale è la prima traccia. È il primo brano del cantautore mai apparso su un suo album, ed è anche uno dei suoi più lunghi, quasi otto minuti e mezzo di durata. La melodia, composta il 7 gennaio del 1969, è molto semplice ma non per questo banale: infatti si fa notare, nella intro, Caleb Quaye ai congas, seguito dal pianoforte di Elton (presente anche all'organo) e subito dopo dal basso di Tony Murray. Quaye è anche chitarrista in tutto il pezzo; degni di menzione risultano pure Roger Pope alla batteria e alle percussioni e Graham Vickery all'armonica. Non è ancora presente la Elton John Band (destinata a formarsi solo alcuni anni dopo; per il momento, Elton lavora con alcuni musicisti noti nel sottobosco musicale inglese dell'epoca). Dopo un assolo di chitarra recante tracce psichedeliche, il volume del brano si abbassa incredibilmente, mettendo in evidenza le particolari capacità vocali di Elton; la melodia sfocia subito, però, in un finale, incredibile jam.

## Significato del testo
Come molti testi adolescenziali di Bernie Taupin, anche questo tratta l'argomento della libertà; è possibile notare evidenti segni e parole riconducibili a un preciso tema trattato, un generale senso di imprigionamento dal quale si ha il desiderio di evadere: il protagonista vorrebbe volare via come un uccello e trovarsi tra la gente. Un testo simile potrebbe essere quello di Skyline Pigeon, ma anche quello di The Cage rimanda ad una certa "chiusura" interiore, così come quello di Bad Side of the Moon riporta l'inquietudine di Bernie.

## Esibizioni live
Quando l'album fu distribuito, Elton eseguì Empty Sky in radio solo sporadicamente. Nel 1970 fu poi dimenticata, ma tornò alla ribalta nel 1975: John era diventato la più grande superstar del panorama musicale di allora, e l'album Empty Sky fu distribuito anche in Canada e negli Stati Uniti dalla MCA Records. Così, nel tour nordamericano del 1975 - 1976, il cantautore britannico tornò a suonare il brano, allungando il jam finale (la canzone durava dai 18 ai 20 minuti). In quel tour suonarono di nuovo con Elton il chitarrista Caleb Quaye e il batterista Roger Pope.

## Musicisti
- Elton John - pianoforte, organo, voce
- Caleb Quaye - chitarre, congas
- Tony Murray - basso
- Roger Pope - batteria, percussioni
- Graham Vickery - armonica